# Football en Israël
 (novembre 2018).
Si vous disposez d'ouvrages ou d'articles de référence ou si vous connaissez des sites web de qualité traitant du thème abordé ici, merci de compléter l'article en donnant les références utiles à sa vérifiabilité et en les liant à la section « Notes et références ».
Le football en Israël est le sport le plus populaire[réf. nécessaire]. La Fédération d'Israël de football gère les compétitions nationales et locales et est affiliée à l'UEFA depuis 1992. 

## Organisation
La Fédération d'Israël de football (IFA) est l’organisme qui gère le football en Israël. Cette fédération a été créée en 1928, alors que la Palestine se trouvait sous mandat britannique de la SDN. En 1954, elle s'affilie à la Confédération asiatique de football (AFC) mais en est exclue en 1973 à la suite de la guerre du Kippour. Depuis 1992, elle est affiliée à l'UEFA.

### Championnats masculins
Le premier championnat masculin est créé en 1928. Il prend le Championnat de Palestine de football, auquel participe principalement les clubs hébreux et britanniques. 
En 1949, un an après la déclaration d'indépendance, le premier championnat d'Israël est organisé.

## Histoire

### Palestine mandataire

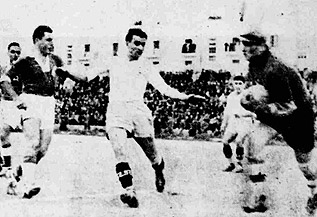
Israel Elsner, gardien de but de l'équipe nationale de football d'Eretz Israel, bloque l'attaque de la Grèce, le 20 février 1938

Pendant le mandat britannique en Palestine, le football s'organisait principalement autour des clubs britanniques et juifs, bien que des clubs arabes existaient et participaient occasionnellement à des compétitions IFA. Dès 1906, le Maccabi Tel-Aviv est créé, suivi d'une série de clubs Maccabi (idéologiquement socialiste) dans d'autres villes et villages, tels que Jérusalem, Petah Tikva, Haïfa , Zikhron Yaakov et Hadera.  
« En 1912, la première rencontre organisée a lieu entre le Maccabi Reihovot et une équipe formée de joueurs du Maccabi Jaffa et du Maccabi Rishon LeZion F.C. (en). Par la suite, ces deux clubs fusionnent pour former le Maccabi Tel-Aviv ». 

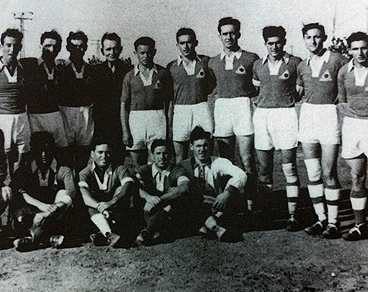
Équipe de football de la Palestine mandataire avant une rencontre amicale contre le Liban, 1940

Le 24 avril 1924, l'Hapoël Haïfa est formé. Plus tard, lors d'une réunion des travailleurs Hapoël à Afoula, il a été décidé de rompre avec l'organisation World Maccabi et de créer l'organisation Hapoël, conduisant à la formation des équipes Hapoël Tel-Aviv, Hapoël Jérusalem, Hapoël Herzliya, etc. 
En février 1928, le premier derby de Tel Aviv a lieu. Le Maccabi gagne 3-0 et débute la plus ancienne rivalité en Israël[pas clair].
« Le 6 juin 1929, l'Association de football d'Eretz Israël - Palestine devient membre à part entière de la FIFA ».
Plus tard, dans les années 1930 et 1940, d'autres organisations sportives sont créées, comme Beitar (politiquement de droite), Elitzur (formé par le parti religieux Hapoël HaMizrachi) et Hakoah 09 de courte durée (formé par d'anciens membres de Hakoah Vienne).
Après la Seconde Guerre mondiale, des matchs sont disputés entre équipes juives, arabes et britanniques (l'armée et la police).

### Indépendance

Ancien logo de la Fédération d'Israël de football

Dès la création de l'État d'Israël, l'équipe nationale israélienne effectue une tournée aux États-Unis en septembre 1948. 
Dans les années ayant suivi l'indépendance du pays (1948), le soutien à un club était en partie motivé par des considérations politiques : on supportait les clubs dits « Hapoël » (« ouvrier », en hébreu) quand on était socialiste, « Maccabi » quand on était bourgeois et « Beitar », quand on était ultra-nationaliste. Ces allégeances politiques ont généralement disparu, hormis pour le Beitar Jérusalem. 
En 1956 et 1960, le football israélien se retrouve en finale de la Coupe d’Asie des nations. 
Pour des raisons géopolitiques et racistes, Israël participe aux compétitions sportives européennes et non plus asiatiques (pourtant, sa zone géographique), et parvient ainsi à sa quasi-qualification à la Coupe du monde de football de 1958 sans jouer un seul match, au milieu des boycotts et des polémiques. 
Devenu à partir de 1956, un membre actif de la Confédération asiatique de football (AFC), Israël remporte en 1964 la Coupe d'Asie à domicile et son équipe Juniors soulève six fois le même trophée, en 1964, 1965, 1966, 1967, 1971 et 1972. 

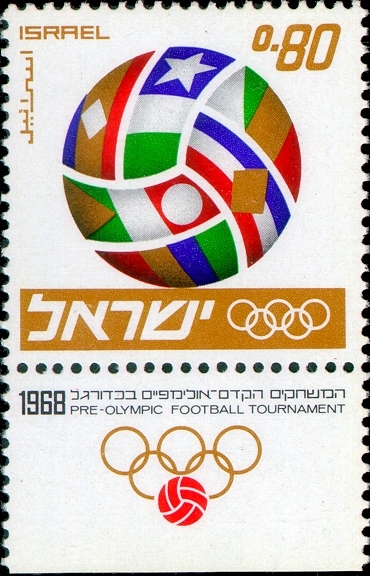
Timbre émis à l'occasion des matchs de football pré-olympiques, 1968

En 1967, les tensions politiques s'accentuent avec la guerre des Six-jours et l'émergence de l'OLP ; Israël se trouve de plus en plus boycotté, des matchs sont annulés. 
En 1969, l'Hapoël Tel Aviv devient le premier club à remporter les Championnats d'Asie.  
En 1970, Israël atteint la phase finale des compétitions de qualification pour la Coupe du Monde de la FIFA au Mexique, en 1970. 
En 1973, pour les mêmes raisons politiques que précédemment, la Fédération israélienne de football est exclue de la Confédération asiatique de football à la suite de la guerre du Kippour et des pressions du bloc arabo-musulman. 
Exclue de toute part entre 1974 et 1992, la fédération israélienne de football parvient à être affiliée à la Confédération océanienne de football (OFC). 

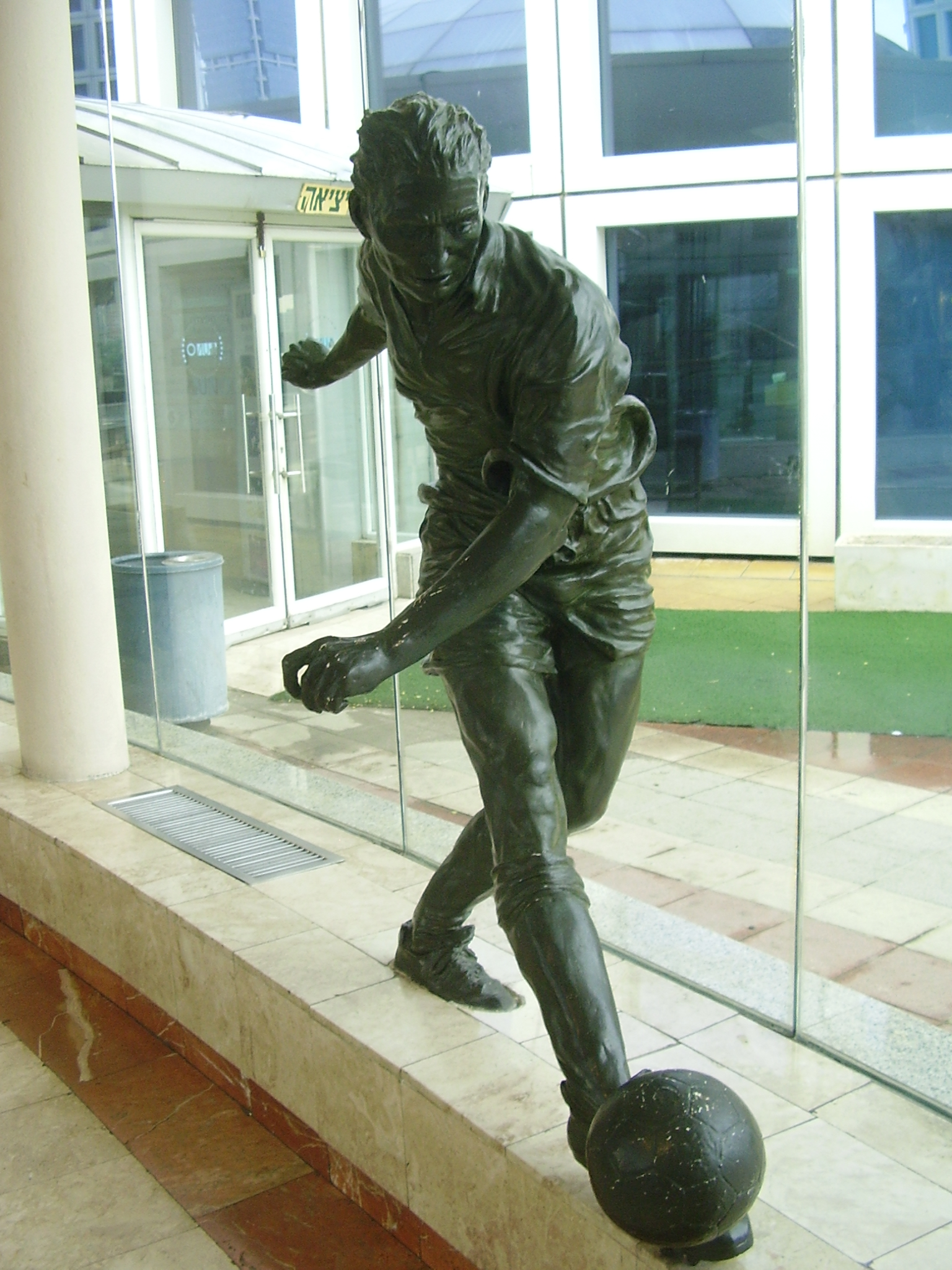
Footballer par Avishai Teicher

Depuis 1991, Israël joue régulièrement en Europe. « Dès 1992, le club champion d’Israël est autorisé à disputer la Ligue des champions, tandis que la sélection tente de se qualifier pour le prochain Mondial en Europe ». Israël remporte une victoire face à la France au Parc des Princes en 1993.  
« Après une longue procédure, l'Association de football d'Israël est devenue membre à part entière de l'UEFA en 1994 »,. 
Israël n'étant pas reconnu par la plupart des pays arabes du Golfe et au nom de la sécurité de ses joueurs, la fédération israélienne de football a fait une croix sur son prestige et son palmarès passés en acceptant d’être devenue une nation mineure en Europe alors qu’elle tenait une place forte du football en Asie. Le même type de situation concerne l'Australie mais pour des raisons uniquement sportives et non politiques, qui préfère jouer en zone Asie plutôt qu'en Océanie. 
« Du côté de l'équipe nationale, les (...) Israéliens se sont qualifiés pour le Championnat d'Europe des moins de 21 ans de l'UEFA en 2007. Ils sont de retour en 2013, pour une phase finale à domicile, la première organisée par le pays, toutes catégories confondues. Dans les catégories de jeunes, les moins de 19 ans s'apprêtent à disputer leur première phase finale de l'EURO en Hongrie ». 